# Млынок (Новосёлковский сельсовет)
Млынок (бел. Млынок) — деревня в Новосёлковском сельсовете Петриковского района Гомельской области Беларуси.
На востоке, севере и западе граничит с лесом.

## География

### Расположение
В 28 км на север от Петрикова, 20 км от железнодорожной станции Муляровка (на линии Лунинец — Калинковичи), 205 км от Гомеля.

### Гидрография
На западной окраине Куритичский канал.

## Транспортная сеть
Транспортные связи по просёлочной, затем автомобильной дороге Новосёлки — Птичь. Планировка состоит из прямолинейной меридиональной улицы, к центру которой с запада присоединяются 2 переулка. Застройка двусторонняя, деревянная, усадебного типа.

## История
По письменным источникам известна с конца XVIII века. В 1795 году владение Ходкевичей, в Мозырском уезде Минской губернии. Согласно переписи 1897 года в Комаровичской волости. В 1918 году открыта школа, которая размещалась в наёмном крестьянском доме. В 1931 году организован колхоз. 17 жителей погибли на фронтах Великой Отечественной войны. Согласно переписи 1959 года в составе совхоза «Новосёлки» (центр — деревня Новосёлки).

## Население

### Численность
- 2004 год — 19 хозяйств, 30 жителей.

### Динамика
- 1795 год — 2 двора.
- 1897 год — 5 дворов, 65 жителей (согласно переписи).
- 1908 год — 16 дворов, 101 житель.
- 1917 год — 136 жителей.
- 1959 год — 187 жителей (согласно переписи).
- 2004 год — 19 хозяйств, 30 жителей.